# NDISwrapper
NDISwrapper — програмний продукт, дозволяє використовувати драйвери бездротових пристроїв WiFi, призначені для операційної системи Microsoft Windows, в операційній системі Linux. Аналогічна програма для FreeBSD називається NDISulator. NDISwrapper включає в себе модуль ядра і утиліту для управління драйверами.

## Значення

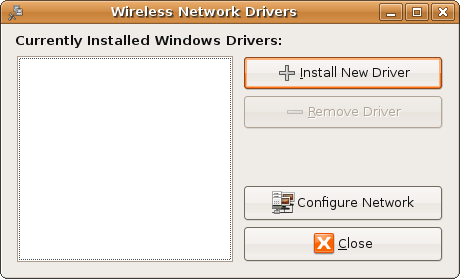
Інтерфейс Ndisgtk

В даний час деякі виробники бездротових пристроїв WiFi не надають драйверів для UNIX-подібних операційних систем. NDISwrapper дозволяє використовувати ці пристрої під багатьма операційними системами без розробки альтернативного драйвера.

## Підтримка обладнання
Список підтримуваних чипів представлений на сайті розробників. В даний час в цьому списку є більшість широко використовуваних чипів.

## Інтерфейс
NDISwrapper включає в себе консольну утиліту управління драйверами бездротових пристроїв. Крім того, існують графічні засоби управління, такі як ndisgtk.

## Використання
В першу чергу слід встановити необхідний драйвер засобами консольної утиліти, або графічними засобами. Для цього потрібно вказати місцеположення inf-файлу драйвера. Засобами консольної утиліти це робиться наступним чином:
```
ndiswrapper
 
-i
 
net5211.inf

```

Далі потрібно запустити NDISwrapper. Наприклад, в Linux-системах для цього необхідно завантажити відповідний модуль ядра. Для цього слід виконати наступну команду:
```
modprobe
 
ndiswrapper

```

Після чого слід налаштувати параметри бездротової мережі засобами операційної системи.